# Mittelasiatischer Tazi
Der Mittelasiatische Tazi (Sredne-aziatskaja borzaja, Turkmenskaja borzaja, Казахская Тазы – Kasachskaja Tazi) ist eine von der Russischen Kynologischen Föderation und dem Kasachischen Kynologenverband anerkannte Hunderasse aus den zentralasiatischen GUS-Republiken. 

## Herkunft und Geschichtliches
Der Name „Tazi“ (kaz. Тазы) bezeichnet in den meisten Turksprachen und iranischen Sprachen einfach einen Windhund. Auch der Saluki und der Afghanische Windhund werden in einem Großteil ihres jeweiligen Verbreitungsgebietes als Tazi bezeichnet. Tazi, Tasi, Tazy und andere Begriffe sind dabei lediglich unterschiedliche Formen der Transkription.
Im engeren Sinne bezeichnet man mit „Tazi“ den orientalischen Windhund, der in den zentralasiatischen Republiken der GUS lebt. Sein Verbreitungsgebiet sind in erster Linie die Halbwüsten und Steppen von Kasachstan, Usbekistan und Turkmenistan. In geringerem Maße ist er auch in den tiefer gelegenen Regionen der Gebirgsstaaten Kirgisistan und Tadschikistan zu finden.
Die Hunde weisen eine große Ähnlichkeit mit dem Saluki auf, und tatsächlich ist unter Fachleuten umstritten, ob es sich beim Mittelasiatischen Tazi wirklich um eine eigenständige Rasse handelt oder lediglich um einen Regionalschlag derselben Rasse, die von der FCI als Saluki registriert wird.
In der Sowjetunion, die nicht der FCI angehörte, wurde jedoch ein eigenständiger Rassestandard für den Mittelasiatischen Tazi ausgearbeitet. In Russland sind zwei unterschiedliche Tazitypen anerkannt: der kleinere, etwas feingliedrige Turkmenische Tazi und der größere, robuste und langhaarigere kasachische Typ. Eine Anerkennung durch die FCI besteht bis jetzt nicht.
Über die Herkunft der Bezeichnung „Tazi“ bestehen einige Unklarheiten. Eine Theorie besagt, dass der Name sich von „Tajik“ herleitet, also der persischsprachigen Bevölkerung Zentralasiens, die diese Hunde ursprünglich gezüchtet haben könnte. Andererseits ist „Tazi“ auch eine persische Bezeichnung für die Bewohner der Arabischen Halbinsel, die noch heute gelegentlich von den persischsprechenden Iranern als abwertende Bezeichnung gegenüber den Arabern verwendet wird. Dies könnte dafür sprechen, dass der Ursprung dieses Hundetypus nicht in Zentralasien, sondern im arabischen Raum liegt.

## Beschreibung
Der Mittelasiatische Tazi ist ein mindestens 60 cm (Hündinnen mindestens 55 cm) großer Windhund. Er weist eine deutliche Ähnlichkeit mit dem Saluki auf, ist jedoch zumeist etwas kräftiger und grober gebaut. Er hat kurzes Fell; an den Ohren und oft auch an der Rute weist er jedoch längeres Haar auf, das als „Befederung“ bezeichnet wird. Verglichen mit den westlichen Ausstellungs-Salukis, die aus einer Vielzahl von Lokalschlägen herausgezüchtet worden sind, ist die Befederung des Tazi jedoch relativ gering ausgeprägt. Die Farbe ist Weiß, Fahl oder Grau in allen Tönen, Schwarz, einfarbig, gefleckt oder mit Brandzeichnung.

## Verwendung
Der Mittelasiatische Tazi ist in seinen Ursprungsländern noch immer ein reiner Jagdwindhund. Er wird zur Jagd auf alles in den Steppen und Halbwüsten vorkommende Wild verwendet, so z. B. auf Hasen, Füchse, Gazellen und früher auch auf die heute geschützte Saiga-Antilope. Teilweise wird der Tazi zur gemeinsamen Jagd mit abgerichteten Steinadlern eingesetzt. Ebenso wie der Taigan jagt der Tazi nicht nur mit den Augen, sondern nimmt die Fährte auch mit der Nase auf und agiert über weite Strecken. Meist werden nur die Rüden zur Jagd eingesetzt was für den Zuchtbestand große Problem macht.